# Vlieg (sterrenbeeld)

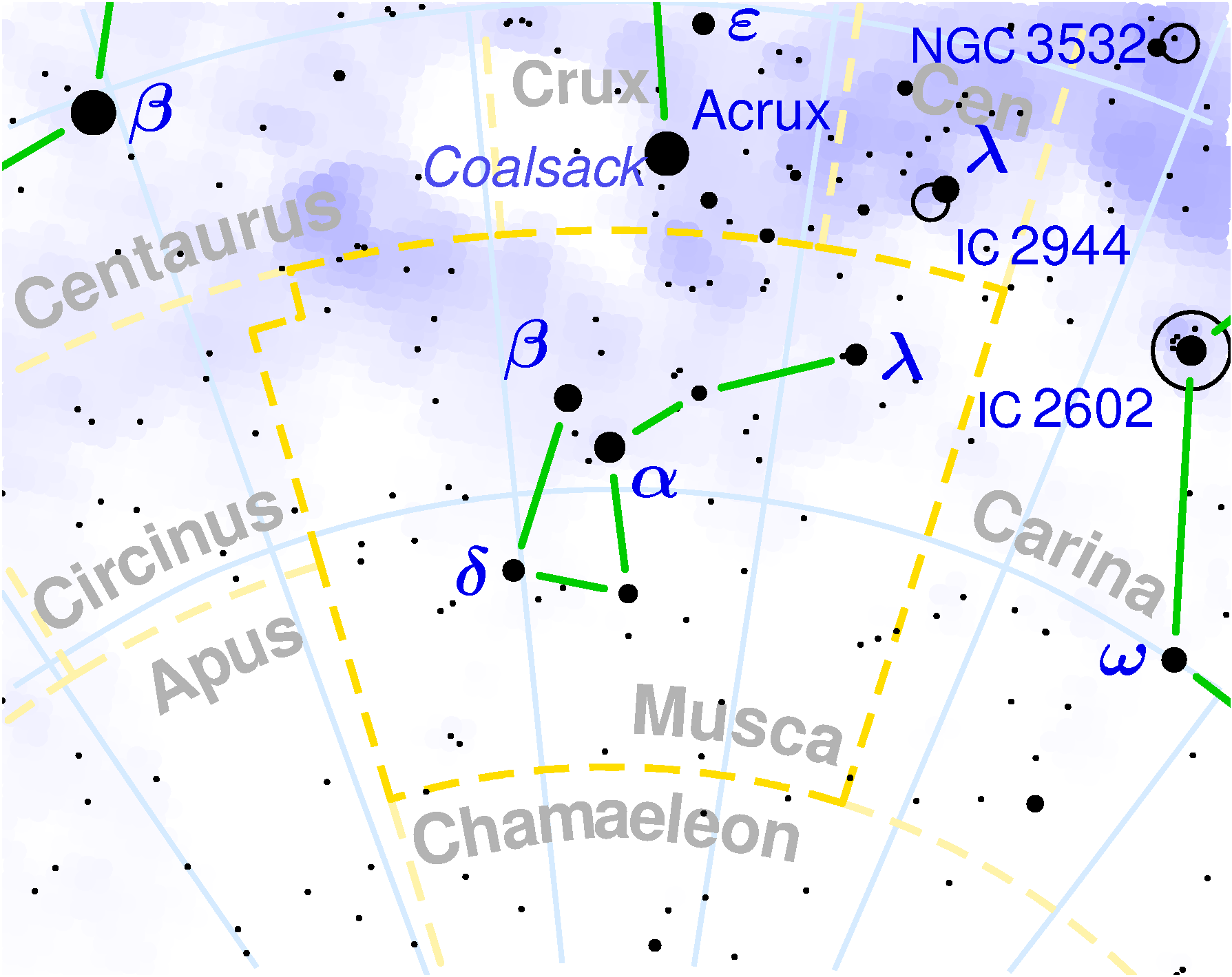
Kaart van het sterrenbeeld Vlieg.

Vlieg (Musca, afkorting Mus) is een sterrenbeeld aan de zuiderhemel, liggende tussen rechte klimming 11u 17m en 13u 46m en tussen declinatie −64° en −75°. Het sterrenbeeld, dat vanaf de breedte van de Benelux niet te zien is, werd in het najaar van 1597 (of in het voorjaar van 1598) geïntroduceerd door Petrus Plancius, uitgaande van waarnemingen door de zeevaarders Pieter Dircksz Keyser en Frederik de Houtman.

## Sterren
(in volgorde van afnemende helderheid)
- Alpha Muscae
- Beta Muscae
- Delta Muscae
- Lambda Muscae
- Gamma Muscae

## Telescopisch waarneembare objecten

### New General Catalogue(NGC)
NGC 4071, NGC 4372, NGC 4463, NGC 4815, NGC 4833, NGC 5189

### Index Catalogue (IC)
IC 2966, IC 2980, IC 4191

## Bezienswaardigheden
- In dit sterrenbeeld is een merkwaardige langgerekte donkere stofwolk te vinden die de Engelstalige bijnaam Dark Doodad nebula heeft gekregen. Deze stofwolk kreeg de status incognito op kaarten 450, 451, en 466 in Wil Tirion's Uranometria 2000.0 sterrenatlas (editie 1987). De Dark Doodad nebula heeft deze eigenaardige bijnaam gekregen dankzij de Amerikaanse amateur-astronoom Dennis di Cicco (1986). De nevel wordt ook Sandqvist 149 genoemd, naar de eigenlijke ontdekker ervan (Aage Sandqvist). De locatie van de Dark Doodad nebula is noordelijk van de bolvormige sterrenhoop NGC 4372 en westnoordwestelijk van de ster Gamma Muscae (γ Muscae).
- Het zuidelijke deel van de Kolenzaknevel (Coalsack nebula) bevindt zich in het noordelijke gedeelte van dit sterrenbeeld.

## Aangrenzende sterrenbeelden
(met de wijzers van de klok mee)
- Zuiderkruis (Crux)
- Centaur (Centaurus)
- Kiel (Carina)
- Kameleon (Chamaeleon)
- Paradijsvogel (Apus)
- Passer (Circinus)
- Centaur (nogmaals – grenst twee keer aan Vlieg)